# 그녀만의 전쟁
《그녀만의 전쟁》는 2001년 9월 14일에 MBC에서 방영한 베스트극장이다. 2001년 베스트극장 극본공모 당선작이다.

## 등장 인물

### 주요 인물
- 김정균 : 이청수 역
- 조하나 : 석예진 역

### 그 외 인물
- 장준하 : 검사 역
- 박준희
- 박상조
- 김동주 : 판사 역
- 김홍석
- 홍승옥
- 백종헌
- 양현태
- 이상범